# Barbus tropidolepis
Barbus tropidolepis és una espècie de peix cipriniforme de la família dels ciprínids.

## Morfologia
Els mascles poden assolir els 85 cm de longitud total.

## Distribució geogràfica
Es troba al llac Tanganyika.